# Pteronarctos
Pteronarctos — рід базальних ластоногих з морських відкладень середнього міоцену в штаті Орегон. Відомі два види Pteronarctos — P. goedertae та P. piersoni. Хоча спочатку описувалося як член Enaliarctidae, кладистичний аналіз відносить Pteronarctos як сестру ластоногих у кладу Pinnipediformes.